# دارث فيدر
دارث فيدر (بالإنجليزية: Darth Vader)‏، واسمه عند الولادة أناكين سكاي ووكر، هو شخصية خيالية في عالم حرب النجوم. يظهر فيدر في الثلاثية الأصلية كشرير ( الحلقة الرابعة ، الحلقة الخامسة ، الحلقة السادسة ) محوري في القصة، بينما يظهر ماضيه بشكل أناكين سكاي ووكر في الثلاثية البادئة ( الخلقة الأولة ، الحلقة الثانية ، الحلقة الثالثة ) والتي ترتكز على قصة تحوله إلى الجانب المظلم.
تم وضع الشخصية من قبل جورج لوكاس وقد صورت من قبل العديد من الممثلين. امتد ظهوره على الأفلام الستة الأولى حرب النجوم، فضلا عن فيلم روج ون، وتمت الإشارة إلى شخصيته في فيلم حرب النجوم: القوة تنهض. وهو أيضا شخصية هامة في عالم حرب النجوم الموسع ضمن المسلسلات التلفزيونية وألعاب الفيديو والروايات والأدب والقصص المصورة. كان فيدر في الأصل فارسا من الجيداي تنبأ له أن يحقق التوازن في القوة، إلا أنه وقع في الجانب المظلم من القوة وخدم الإمبراطورية المجرية الشريرة وكان اليد اليمنى لسيد السيث، الإمبراطور بالباتين (المعروف أيضا باسم دارث سيديوس).  وهو أيضا والد لوك سكاي ووكر والأميرة ليا، حيث أنجبهما من زواجه السري من الأميرة بادمي أميدالا، وهو جد كايلو رين.
أصبح دارث فيدر أحد أشهر الأشرار في الثقافة الشعبية، وقد أدرج بين أعظم الأشرار والشخصيات الخيالية في تاريخ السينما ضمن مختلف القوائم.  وأدرجه معهد الفيلم الأميركي بأنه ثالث أعظم شرير في تاريخ السينما في قائمة 100 سنة ... 100 بطل وشرير، خلف هانيبال ليكتر ونورمان بيتس.  ومع ذلك، يعتبره نقاد آخرون أنه بطل مأساوي، مستشهدين بدوافعه الأصلية للخير الأكبر قبل وقوعه في الجانب المظلم. 

يجسد ديفيد بروس شخصية فيدر جسديًا في الثلاثية الأصلية، بينما يقدم جيمس إيرل جونز صوته في جميع الأفلام وبعض المسلسلات التلفزيونية. يجسد سيباستيان شو شخصية أناكين في فيلم عودة الجيداي (1983)، بينما يجسد جيك لويد و هايدن كريستنسن شخصية أنكين في ثلاثيةالبدئية,  جيك للويد يجسد  في الحلقة الأولة عندما كان أناكين طفلا ، هيدين كرستنسين عندما كان مراهقا و شابا في الخلقة الثانية و الثالثة.

ويعيد كريستنسن تمثيل الدور في المسلسلين أوبي وان كينوبي (2022) وأهسوكا (2023). في الفيلم المستقل روج ون (2016).

## وصلات خارجية
- دارث فيدر في قاعدة بيانات الأفلام على الإنترنت